# Guillermo Niblo
Guillermo Niblo (nacido en Rosario) fue un futbolista argentino. Se desempeñó en el puesto de arquero y jugó en Rosario Central, club en el que fue campeón a nivel nacional.

## Carrera

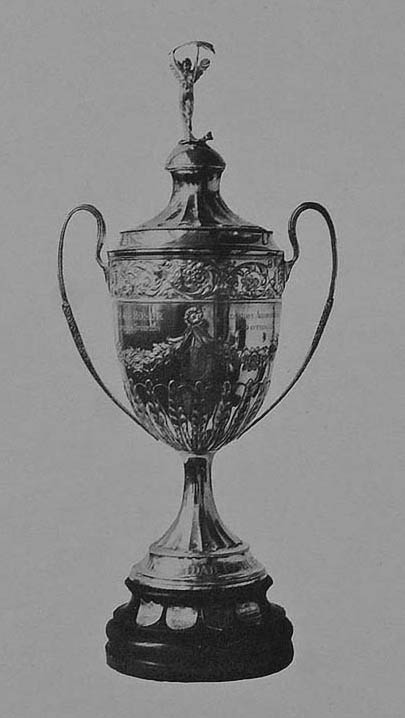
Trofeo de la Copa de Honor.

Defendió el arco centralista durante la temporada 1916. Fue alternativa junto a Guillermo Atsbury del guardavallas titular Ramón Moyano. Integró de esta forma el plantel campeón a nivel nacional de las copas de Honor y de Competencia; en esta última fue titular en la final disputada el 17 de diciembre ante Independiente, que finalizó favorable al canalla dos goles a uno.
También disputó otras dos finales de copa ese mismo año: la de la Copa Chevallier del 24 de diciembre ante Peñarol (derrota 3-0) y la de la Copa Ibarguren ante Racing Club el 30 del mismo mes (derrota 6-0). Asimismo, fue campeón de liga rosarina, al alzarse con la Copa Vila.
Finalizado 1916, abandonó el fútbol debido a una grave lesión.

## Clubes
| Club            | País      | Año  |
| --------------- | --------- | ---- |
| Rosario Central | Argentina | 1916 |

## Palmarés

### Torneos nacionales oficiales
| Equipo          | País      | Título              | Año  |
| --------------- | --------- | ------------------- | ---- |
| Rosario Central | Argentina | Copa de Honor       | 1916 |
| Rosario Central | Argentina | Copa de Competencia | 1916 |

### Torneos regionales oficiales
| Equipo          | País      | Título                  | Año  |
| --------------- | --------- | ----------------------- | ---- |
| Rosario Central | Argentina | Liga Rosarina de Fútbol | 1916 |